# 南王镇
南王镇是中国山东省淄博市临淄区下辖的一个镇。

## 行政区划
南王镇下辖南仇东社区、南仇西社区、南仇南社区、南仇北社区、福山社区、石化集团第十建设公司居委会、齐鲁石化齐翔工贸公司居委会、齐鲁石化生活管理部峰山居委会、齐鲁石化生活管理部汞山居委会、齐鲁石化生活管理部炼厂居委会、南杨村、王寨东村、王寨西村、业旺东村、业旺西村、冯家村、韩家村、边家村、路口村、马家村、于家村、洋浒崖村、左庄村。